# Jean Germain (évêque)
Pour les articles homonymes, voir Jean Germain et Germain.
Jean Germain, né à Dixmont et  mort le 7 septembre 1362 (ou 1361) au château de Villechaud en Bourgogne, est un prélat français du XIVe siècle, évêque de Chalon-sur-Saône, puis évêque d'Auxerre.

## Biographie
Jean Germain est licencié en l'un et l'autre droit et conseiller du roi. Il est d'abord doyen de l'église d'Auxerre, ensuite évêque de Châlons, puis de là transféré sur le siège épiscopal d'Auxerre en 1361.
Son entrée à Auxerre est honorée de la présence du roi Jean le Bon, une première depuis 54 ans.
Il s'occupe de la gestion du patrimoine immobilier de l'évêché : entretien des vignes et autres biens, réparation et fortification des châteaux, remise en état des bâtiments, rétablissement des finances. Il rachète pour une grosse somme la tour de Toucy à ceux qui s'en sont emparés, et paie de même 80 écus d'or pour récupérer le château de Villechaul,.
Il se retire à Villechaul pour éviter la peste qui sévit sur Auxerre, mais cette précaution reste en vain : il meurt de la peste dans ce château en 1362.